# كونلون ريد ستار
كونلون ريد ستار (بالإنجليزية: HC Kunlun Red Star)‏ هو فريق هوكي الجليد صيني.يشارك في دوري الهوكي للقارات منذ موسم 2016.